# Veikko Peräsalo
Veikko Peräsalo   (Ilmajoki, 1 de febrer de 1912 - Jyväskylä, 25 d'agost de 1992) va ser un atleta finlandès, especialista en el salt d'alçada, que va competir durant la dècada de 1930.
El 1936 va prendre part en els Jocs Olímpics de Berlín, on fou dotzè en la prova del salt d'alçada del programa d'atletisme.
En el seu palmarès destaca una medalla de bronze en la prova del salt d'alçada al Campionat d'Europa d'atletisme de 1934 i el fet d'aconseguir el rècord europeu de la modalitat el 1933.

## Millors marques
- Salt d'alçada. 2,005 metres (1934)[3]